# Haplocosmia
Haplocosmia là một chi nhện trong họ Theraphosidae.

## Các loài
Chi này gồm các loài:
- Haplocosmia himalayana (Pocock, 1899)
- Haplocosmia nepalensis Schmidt & von Wirth, 1996